# 東武7300系電車
東武7300系電車（とうぶ7300けいでんしゃ）は、第二次世界大戦直後の混乱期に運輸省が各私鉄に割り当てた、国鉄63系電車同型車の東武鉄道における形式である。なお、国鉄63系電車割り当ての経緯については、該当項目を参照のこと。

## 概要
20m4扉車体の国鉄63系そのものであり、当初の形式称号である6300系も国鉄63系に由来する。
終戦直後の東武鉄道は、戦時中の整備不良等に起因する車両稼動率低下に加えて買出し等による利用者激増に直面し、深刻な車両不足に陥っていた。そのため他社の2倍に相当する40両もの割り当てを受けている。こうして1947年（昭和22年）に導入された本系列は、東武鉄道初の20m車で車幅も広く、カーブを持つホームの改修など地上設備の改良が必須であった。特に入線当初は浅草駅構内のカーブが曲がれず、改修されるまでは業平橋駅（現・とうきょうスカイツリー駅）までしか入線できなかった。しかし、様々な難題を克服して使用され、このことは後年の輸送力増強の基礎となった。
1949年（昭和24年）には、同様に63系を導入したものの車両限界の問題から使いこなすことができずに放出することとなった名古屋鉄道からさらに14両を譲受し、その後戦災国電の復旧車である20m3扉車体のクハ360形4両も陣容に加わり、最終的には58両の世帯となった。
制御器はCS-5電空カム軸式抵抗制御、主電動機はMT40B、吊り掛け駆動方式で歯車比は2.87、台車は電動車がDT12A、制御車がTR25A、制動装置はAMA自動空気ブレーキと、床下機器も国鉄63系を踏襲した仕様となっている。
前述の通り譲受当時は6300系（モハ6300形・クハ300形）の形式称号が与えられていたが、国鉄が桜木町事故の火災対策として63系を改修の上、73系と改称したのに倣って、1952年（昭和27年）に7300系（モハ7300 - 7328・クハ300 - 317・320 - 326）と改称・改番を行い、同時に各種安全対策工事を施工している。
本系列の導入に成功した東武は、それを基に独自設計した7800系を量産し、関東私鉄の中でも先陣を切って20m4扉車の大量導入を進めていくこととなる。なお、本系列と7800系との混結は可能であり、車体更新後は7800系と共通運用されていた。

## 入線後の変遷

### 63系車体当時に施工された改造
戦後混乱期において極限まで切り詰めた設計によって製造された本系列ゆえ、車両事情が好転してくるに従い、他車と比較して各種設備が大きく見劣りするようになった。そのため以下のような改造が順次施工されている。
- 窓の二段窓化、絶縁強化、連結面貫通扉および貫通幌の新設（桜木町事故を受けて安全対策として施工されたものである）
- 室内天井板および放送装置取り付け、室内灯増設
- 室内灯の蛍光灯化
- 運番表示および前面通風器の閉鎖
- 客用扉のプレス扉化

その間、前述のクハ360形編入に伴い、クハ318・319が電装されモハ6327・6328となった。また、モハ6320は事故で大破し、復旧の際に電装解除・制御車（クハ）化され、代わりに編成相手のクハ320が電装されて相互の車番を振り替えている。

### 車体更新
このように各種手を加えて使用されていた本系列であったが、戦後混乱期の製造のため車体そのものの老朽化が進行し、クハ360形を含めた全車を対象に、1959年（昭和34年）から1964年（昭和39年）にかけて7800系と同一の車体に載せ替える更新が施工された。
更新は第一陣のみ比較目的で日本車輌製造東京支店と津覇車輌で競作の形が取られたが、それ以降の更新は全車津覇車輌で施工されている。唯一の日車製である更新第1編成目のモハ7301 - クハ301はモハ7329 - クハ329という番号を与えられて名義上新製扱いで登場したが、同時に登場した津覇製のモハ7323 - クハ323を含むその他の車両は更新前の番号を引き継ぎ、更新扱いで登場している。
車体は7800系7820形グループと同一であるが、屋根上にずらりと並ぶグローブ型ベンチレーターが外観上の相違点である。また、更新は5年間に渡って施工されたため、更新途上で工事内容に変化が生じている。なお、更新は検査期限を迎える、もしくは事故等で運用を離脱した順に施工されたため、更新出場年月日と車両番号の順列は一致しない。
- 窓枠のアルミサッシ化（第3編成目 モハ7325 - クハ325）
- パンタグラフを連結面に移設（第5編成目 モハ7326 - クハ326）
- クハに便所を設置（第12 - 16編成目まで クハ313・320 - 322・324）そして第19編成目以降[注釈 9]は輸送力増強に伴う長大編成化対策として全車中間車として竣工し、既存の編成に組み込まれた。これらは当初より中間車として製造されたため、7800系の中間車化改造車と異なり前後の妻面形状が統一されているのが特徴である。

以下に全車の更新が完了した際の編成表を記す。
- モハ7300 - サハ306 - モハ7306 - クハ300
- モハ7303 - サハ305 - モハ7305 - クハ303
- モハ7304 - サハ362 - モハ7308 - クハ361
- モハ7310 - サハ315 - モハ7313 - クハ310
- モハ7315 - サハ311 - モハ7311 - クハ317
- モハ7316 - サハ308 - モハ7314 - クハ316
- モハ7323 - サハ307 - モハ7307 - クハ323
- モハ7325 - サハ360 - モハ7327 - クハ325
- モハ7326 - サハ363 - モハ7312 - クハ326
- モハ7328 - サハ309 - モハ7309 - クハ312
- モハ7329 - サハ302 - モハ7302 - クハ329

- モハ7317 - クハ314
- モハ7318 - クハ304
- モハ7319 - クハ313
- モハ7320 - クハ320
- モハ7321 - クハ321
- モハ7322 - クハ322
- モハ7324 - クハ324

更新時期は新性能車の8000系が登場した時期と重なっており、性能的にも接客設備の面でも既に見劣りする存在であったものの、沿線人口の激増により輸送力の増強に追われていた当時の東武鉄道にとっては、そのようなことを気にしていられる状況では無く、その後約20年に渡って貴重な輸送力であり続けた。

## 更新後から晩年まで

### 改造
ED5060形電気機関車の増備車を新製する際、本系列のモハから主電動機を供出することとなり、モハ7318 - 7324がその対象となった。これらは新たに7800系と同一の主電動機を搭載することとなったが、保守上の観点から同時に台車を7800系の制御車（クハ）との間で振り替えを行っている。
- モハ7318 ←→ クハ894
- モハ7319 ←→ クハ893
- モハ7320 ←→ クハ891
- モハ7321 ←→ クハ892
- モハ7322 ←→ クハ862
- モハ7323 ←→ クハ863
- モハ7324 ←→ クハ861

本系列と7800系とは元々併結が可能であり、これら主電動機の換装を行った車両も何ら制限を受けることなく使用された。なお、同時期にモハ7322は制御器を7800系後期グループが搭載する東洋製ES567Aに換装しており、7800系と同一性能となっていた。
その他、前照灯のシールドビーム2灯化、保安装置取り付け（以上先頭車のみ）、便所の撤去（便所を設置していたクハ6両のみ）、制動装置に電磁給排弁を追加（AMA-RE化）、室内色および座席モケット色の変更、蛍光灯のアクリルカバー撤去、室内スタンションポール（ドア前のセンターポール）撤去等の改造を受け、主に東武本線（伊勢崎線・日光線）・東上線で幅広く使用された。

### 廃車

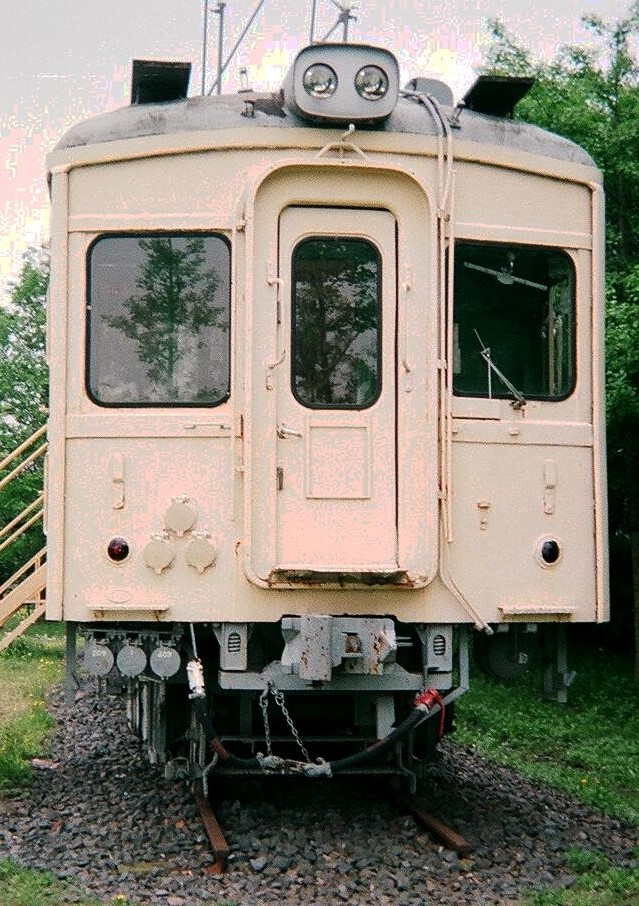
モハ7329
（東武動物公園にて静態保存・1996年7月）

1980年代に入り、走行性能、特に起動からの加速性能が劣る本系列はダイヤ上のネックとなりつつあった。機器類も経年劣化が進行して修理部品の調達も困難になってしまい、車体についても更新から20年を経て木部を中心に老朽化が著しく、接客サービス面でも大きく見劣りする存在と化していた。
同様の問題を抱えていた7800系については車体更新が施工されることとなったが、本系列については一度更新を行っていることもあり、8000系および10000系を新製し代替廃車されることになった。
1981年（昭和56年）6月に7323編成（4連）・7318 - 7321編成（以上2連）の5編成計12両が一挙に廃車となったことを皮切りに順次淘汰が進められ、1984年（昭和59年）9月の7303・ 7310編成を最後に全車廃車となって形式消滅した。
廃車後は殆どの車両が解体処分されたが、モハ7329の1両が長らく東武動物公園に静態保存されていた。しかし野外展示のため車体の経年劣化が著しくなり、2010年頃には工事用の白いフェンスで周辺を覆われ、園内から見えにくい状態になっていた。2018年2月末をもって解体されている。